# Epipedocera scutata
Epipedocera scutata là một loài bọ cánh cứng trong họ Cerambycidae.